# Jürgen Kipper
Jürgen Kipper (* 8. März 1966) ist ein ehemaliger deutscher Fußballspieler.

## Karriere
Kipper spielte in seiner Jugend beim FC Wangen 05. Zur Saison 1983/84 wechselte er zum VfB Stuttgart. Mit den A-Junioren wurde er in der Saison 1983/84 deutscher Meister. Den Sprung zu den Profis schaffte er allerdings nie. Zur Saison 1988/89 wechselte er zum unterklassigen FV Ravensburg.
Zur Saison 1991/92 wechselte Kipper zum österreichischen Regionalligisten SC Austria Lustenau, bei dem er zwei Jahre lang spielte. Zur Saison 1994/95 schloss er sich dem FC Hard an. Zur Saison 1996/97 wechselte Kipper zum Zweitligisten Schwarz-Weiß Bregenz. Für die Bregenzer kam er zu neun Einsätzen in der 2. Division. Zur Saison 1997/98 kehrte er zum Regionalligisten Hard zurück. Dort verbrachte er noch zwei Jahre, ehe er zur Saison 1999/2000 in seine deutsche Heimat zum FC Wangen 05 zurückwechselte.